# Григорян, Давид (самбист)
Давид Григорян (род. 7 декабря 1990) — армянский самбист, бронзовый призёр первенства Европы среди юниоров, призёр международных турниров, бронзовый призёр розыгрышей Кубка Европы (2018, 2019, 2022), призёр розыгрышей Кубка мира, серебряный (2022) и бронзовый (2016, 2019) призёр чемпионатов мира, серебряный призёр соревнований по самбо Европейских игр 2019 года в Минске, бронзовый призёр чемпионата мира по пляжному самбо 2022 года. Выступал в полутяжёлой и тяжёлой весовых категориях (до 82 кг). Тренировался под руководством Эрнеста Мирзояна. Проживал в Степанакерте. Участвовал в чемпионате Европы 2016 года в Казани, где занял 5-е место.